# Dickeyville
Dickeyville és una població dels Estats Units a l'estat de Wisconsin. Segons el cens del 2000 tenia 1.043 habitants.

## Demografia
Segons el cens del 2000, Dickeyville tenia 1.043 habitants, 420 habitatges, i 299 famílies. La densitat de població era de 462,9 habitants per km².
Dels 420 habitatges en un 28,1% hi vivien nens de menys de 18 anys, en un 62,9% hi vivien parelles casades, en un 6,9% dones solteres, i en un 28,8% no eren unitats familiars. En el 25,5% dels habitatges hi vivien persones soles el 10,7% de les quals corresponia a persones de 65 anys o més que vivien soles. El nombre mitjà de persones vivint en cada habitatge era de 2,48 i el nombre mitjà de persones que vivien en cada família era de 2,96.
Per edats la població es repartia de la següent manera: un 24,6% tenia menys de 18 anys, un 8,1% entre 18 i 24, un 26,8% entre 25 i 44, un 24,8% de 45 a 60 i un 15,5% 65 anys o més.
L'edat mediana era de 38 anys. Per cada 100 dones de 18 o més anys hi havia 96 homes.
La renda mediana per habitatge era de 41.089 $ i la renda mediana per família de 47.054 $. Els homes tenien una renda mediana de 30.398 $ mentre que les dones 21.827 $. La renda per capita de la població era de 19.989 $. Aproximadament l'1,6% de les famílies i el 3,2% de la població estaven per davall del llindar de pobresa.

## Poblacions més properes
El següent diagrama mostra les poblacions més properes.